# Spilarctia rubescens
Spilarctia rubescens là một loài bướm đêm thuộc phân họ Arctiinae, họ Erebidae.